# Jordan Brown (snooker)
Pour les articles homonymes, voir Jordan Brown et Brown.
Jordan Brown, né le 9 octobre 1987 à Antrim, est un joueur de snooker originaire d'Irlande du Nord, professionnel depuis 2009. Il compte à ce jour un titre sur le circuit mondial classé.  

## Carrière
Sa carrière amateur est riche de quatre titres au championnat national d'Irlande du Nord (2008, 2009, 2017 et 2018). Il a aussi perdu trois fois en finale de ce tournoi (2013, 2015 et 2016). Il termine également l'année 2018 vice-champion d'Europe, à Sofia, en Bulgarie. 
Brown arrive sur le circuit professionnel au début de la saison 2009-2010. Il prend part à sept tournois du calendrier mais échoue à chaque fois en qualification. Cela lui vaut d'être relégué dans les rangs amateurs dès la saison suivante. Il ne réintègre le circuit professionnel que huit ans plus tard, en 2018. Pendant cette période, il est invité dans quelques tournois classés, dont l'Open d'Irlande du Nord en 2016, où il franchit le premier tour contre Ben Woollaston. Il s'incline ensuite face à Kyren Wilson.  
Après deux nouvelles saisons passées sur le circuit professionnel, il ne possède toujours pas le classement nécessaire afin de conserver sa place au plus haut niveau. Il réussit tout de même à se qualifier pour la saison suivante grâce à une qualification au championnat du monde, sa première apparition dans ce tournoi. Il est éliminé dès son entrée en lice par un ancien vainqueur, Mark Selby.  
Brown semble s'appuyer sur ce résultat lors de la saison suivante. Il commence par atteindre son premier quart de finale d'un tournoi classé à l'occasion du Masters d'Allemagne. Il remporte ensuite à la surprise générale son premier titre, au cours de l'Open du pays de Galles, en dominant Mark Selby, Stephen Maguire et Ronnie O'Sullivan en finale, dans la manche décisive (9-8). Brown figurait à la 81e place du classement mondial avant le tournoi, ce qui fait de lui le joueur le moins bien classé à remporter un tournoi classé depuis 1993 (Dave Harold à l'Open d'Asie).
En février 2022, il atteint la 24e place du classement mondial, son meilleur classement. Néanmoins, il lui faut du temps pour digérer sa première victoire et doit attendre 2023 pour rejoindre de nouveau le dernier carré d'un tournoi important : le championnat international. 

## Palmarès
| Légende | Catégorie                      | Titres                         | Finales                        |
|         | Tournois classés               | 1                              | 0                              |
|         | Tournois non classés           | 0                              | 0                              |
|         | Tournois amateurs              | 4                              | 4                              |
| Gras    | Tournois de la triple couronne | Tournois de la triple couronne | Tournois de la triple couronne |

### Titres
| Saison    | Nom du tournoi                            | Lieu    | Finaliste            | Score | Tableau |
| 2008      | Championnat d'Irlande du Nord amateur     | Antrim  | Julian Logue         | 10-9  |         |
| 2009      | Championnat d'Irlande du Nord amateur (2) | Antrim  | Dermot McGlinchey    | 10-4  |         |
| 2017      | Championnat d'Irlande du Nord amateur (3) | Antrim  | Dermot McGlinchey    | 10-8  |         |
| 2018      | Championnat d'Irlande du Nord amateur (4) | Antrim  | Patrick Wallace (en) | 10-5  |         |
| 2020-2021 | Open du pays de Galles                    | Newport | Ronnie O'Sullivan    | 9-8   | Tableau |

### Finales perdues
| Saison | Nom du tournoi                            | Lieu   | Finaliste            | Score | Tableau |
| 2013   | Championnat d'Irlande du Nord amateur     | Antrim | Patrick Wallace (en) | 4-10  |         |
| 2015   | Championnat d'Irlande du Nord amateur (2) | Antrim | Patrick Wallace (en) | 2-10  |         |
| 2016   | Championnat d'Irlande du Nord amateur (3) | Antrim | Patrick Wallace (en) | 8-10  |         |
| 2018   | Championnat d'Europe amateur              | Sofia  | Harvey Chandler (en) | 2-7   |         |